# آزای ناگاماسا
آزای ناگاماسا (به ژاپنی: 浅井 長政، Azai Nagamasa) (۱۵۴۵–۱۵۷۳ میلادی) یکی از دایمیوها در دوره سنگوکو در ژاپن بود. محل سکونت خاندان آزای در شمال ولایت اومی و شرق دریاچه بیوا واقع بود. او در سال ۱۵۶۴ با خواهر اودا نوبوناگا بنام اوایچی ازدواج کرد اما از سال ۱۵۷۰ تا ۱۵۷۳ به صورت یکی از دشمنان اودا نوبوناگا درآمد. خود او و همچنین خاندان آزای در سال ۱۵۷۳ توسط نوبوناگا از بین رفتند. بیشتر جنگ‌های او با نوبوناگا از جمله نبرد آنه‌گاوا در سال ۱۵۷۰ و محاصره‌های قصر اودانی بین ۱۵۷۰ تا ۱۵۷۳ اتفاق افتاد.

## خانواده
- پدر: آزای هیساماسا (۱۵۲۶–۱۵۷۳)
- مادر: اونو-دونو (۱۵۲۷–۱۵۷۳)
- همسر اصلی:
  - دختر هیرای ساداتاکه منجر به طلاق شد
  - اوایچی (خواهر اودا نوبوناگا)
- همسر غیراصلی: یائه نو کاتا
- خواهران:
  - آکوهیمه (۱۵۳۸–۱۵۸۵)
  - اومی نو کاتا
  - کیوگوکو ماریا (۱۵۴۳–۱۶۱۸)
- فرزندانِ اوایچی (۱۵۴۷–۱۵۸۳):
  - چاچا، یا یودو دونو (۱۵۶۹–۱۶۱۵), همسر غیراصلی تویوتومی هیده‌یوشی و مادر جانشین وی، تویوتومی هیده‌یوری
  - اوهاتسو (۱۵۷۰–۱۶۳۳)، همسر دایمیو کیوگوکو تاکاتسوگو
  - اوایو (۱۵۷۳–۱۶۲۶)، همسر دومین شوگون از شوگون‌سالاری توکوگاوا، توکوگاوا هیده‌تادا و مادر سومین شوگون توکوگاوا ایه‌میتسو.
  - مانپوکومارو (ح. ۱۵۶۳ – ۱۵۷۳) نام مادر وی به درستی مشخص نیست احتمالاً دختر هیرای ساداتاکه یا اوایچی مادر وی بوده‌است.
- فرزند یائه نو کاتا
  - مانجومارو (پسر)
  - شیچیرو بعدها آزای ناگاآکیرا (پسر)
  - انجومارو بعدها آزای سیجی (پسر)
- نامشروع
  - «کوسو نو تسوبونه» بعدها هوکواین، کنیز تویوتومی هیده‌یوشی
  - گیوبوکیو نو تسوبونه (۱۵۷۰–۱۶۶۱)، ندیمه سن هیمه
- فرزند خوانده
- آزای ایوری (ja:浅井井頼)